# 帯広市立清川小学校
帯広市立清川小学校（おびひろしりつ きよかわしょうがっこう）は、北海道帯広市清川町に所在する公立小学校。

## 児童
- 児童数 - 70人
  - 1年生 - 6人
  - 2年生 - 11人
  - 3年生 - 14人
  - 4年生 - 14人
  - 5年生 - 9人
  - 6年生 - 16人
  - 特別支援学級（内数）- 14人

2019年（令和元年）5月1日現在

## 進学先中学校
- 帯広市立清川中学校

2016年（平成28年）5月1日現在